# Federación Autónoma de Estudiantes de Beijing
La Federación Autónoma de Estudiantes de Beijing (en chino: 北京高校学生自治联合会; en pinyin: Běijīng gāoxiào xuéshēng zìzhì liánhé huì) fue una organización estudiantil autónoma, que representaba a múltiples universidades de Beijing y actuaba como el principal órgano de toma de decisiones de los manifestantes estudiantiles durante las protestas de la Plaza de Tiananmén de 1989. Los manifestantes estudiantiles fundaron la Federación en oposición a las organizaciones estudiantiles oficiales apoyadas por el gobierno, que creían antidemocráticas. Aunque la Federación hizo varias demandas al gobierno durante las protestas y organizó múltiples manifestaciones en la Plaza, su objetivo principal era obtener el reconocimiento del gobierno como una organización legítima. Al buscar este reconocimiento, la Federación desafió directamente la autoridad del Partido Comunista Chino. Después de no lograr un diálogo directo con el gobierno, la Federación perdió el apoyo de los manifestantes estudiantiles y su papel central de liderazgo dentro de las protestas de la Plaza de Tiananmén.

## Origen
Después de la muerte del ex Secretario General Hu Yaobang el 15 de abril, los estudiantes se movilizaron espontáneamente tanto para llorar el fallecimiento de Hu como para exigir una reforma democrática en China. El 19 de abril, en la Universidad de Pekín (Beida), se organizó anónimamente una reunión para discutir las protestas en curso en la Plaza, así como la posibilidad de formar una organización estudiantil autónoma. La reunión, en esencia, fue un «salón de la democracia», un grupo de discusión estudiantil no oficial que los estudiantes de Beida habían fundado por el ex estudiante graduado de física de Beida Liu Gang meses antes de la muerte de Hu Yaobang. El salón decidió que era necesaria una organización autónoma para coordinar a los manifestantes estudiantiles en múltiples campus de Beijing. Sin embargo, por temor a un castigo por parte del gobierno, pocos en la reunión estaban dispuestos a hablar. Aquellos que lo hicieron, incluido el estudiante de historia Wang Dan, se convirtieron en los líderes de la recién formada Federación Autónoma de Estudiantes de Beijing.
Otro de los objetivos de la nueva Federación era el rechazo a las organizaciones estudiantiles oficiales. Según un anuncio estudiantil, «el liderazgo del sindicato original es inepto, ha vendido los intereses de los estudiantes (…) y es completamente incapaz de representar los deseos de los estudiantes». De esta manera, los manifestantes estudiantiles vieron a la Federación como representante de los deseos de todo el cuerpo estudiantil. La Federación planeaba buscar legitimidad mediante la estricta observancia de políticas democráticas como las elecciones y la toma de decisiones grupales. Los estudiantes esperaban que estos métodos aseguraran la unidad de liderazgo de la organización, y contrastarían efectivamente con la falta de transparencia que percibían en el Partido Comunista. El 23 de mayo, la Federación Autónoma de Estudiantes de Beijing se estableció oficialmente en la residencia de Liu Gang cerca de Yuanmingyuan, durante la primera reunión, los estudiantes eligieron a Zhou Yongjun como el primer presidente de la Federación Autónoma de Estudiantes de Beijing.
El 26 de abril, el Diario del Pueblo publicó el editorial «Es necesario tomar una posición clara contra la agitación», atribuyendo las protestas a «una pequeña minoría» que intenta «envenenar las mentes de las personas» y «crear agitación nacional». El mismo día, se estableció oficialmente la Federación Autónoma de Estudiantes de Beijing. En su reunión, alrededor de 2000 estudiantes eligieron un comité de siete personas para dirigir la Federación. Preocupada por el editorial del 26 de abril, la Federación decidió que, como organización ilegal, necesitaba reforzar su legitimidad mostrando su apoyo popular. Para lograr este objetivo, la Federación organizó una manifestación que tendrá lugar el 27 de abril.

## Diálogo y reconocimiento
Entre el 16 y el 26 de abril, el gobierno había desestimado las demandas de reconocimiento y diálogo de los estudiantes autónomos. El gobierno, reacio a aceptar la legitimidad de los sindicatos estudiantiles independientes, había intentado en su lugar organizar conversaciones con líderes estudiantiles individuales. Aunque los manifestantes estudiantiles creían que estaban actuando patrióticamente y moralmente, el liderazgo comunista veía las demandas de los estudiantes como una amenaza para el orden político y social. Como resultado, los estudiantes tuvieron dificultades para obtener su objetivo de diálogo directo con el gobierno.
Después de las manifestaciones estudiantiles del 27 de abril, el gobierno sostuvo su primer diálogo con los líderes de la Federación el 29 de abril. Sin embargo, el gobierno evitó el contacto directo con la Federación, invitando en su lugar a los líderes estudiantiles a reunirse de forma individual. Mientras que algunos estudiantes vieron la oferta del gobierno como una victoria, otros sintieron que solo deberían asistir al diálogo como representantes reconocidos de la Federación. Wu'erkaixi, un líder de la Federación, asistió al diálogo como un «individuo privado», pero decidió irse a mitad de camino para protestar por la falta de reconocimiento del gobierno de la Federación. Insatisfecho con el diálogo, Wu'erkaixi lo describió más tarde como un «truco del gobierno para destruir la solidaridad estudiantil». Durante la reunión, el portavoz del Consejo de Estado, Yuan Mu, insistió en que el Partido Comunista y los manifestantes estudiantiles compartían los mismos objetivos.
El 1 de mayo, la Federación rechazó la legitimidad del diálogo del 29 de abril en una conferencia de prensa. Al día siguiente, la Federación presentó una petición de doce puntos, incluida una demanda de que los futuros esfuerzos del gobierno en el diálogo sean sinceros. Aunque el gobierno rechazó esta petición, la petición representaba un compromiso por parte de los estudiantes, como sugiere la investigadora de Amnistía Internacional Corinna-Barbara Francis. Es decir, en lugar de exigir el reconocimiento explícito del gobierno, los estudiantes solo pidieron diálogo «sobre la base de la plena igualdad entre las dos partes». Para el 29 de mayo, las demandas de los estudiantes se redujeron a dos: la denuncia del editorial del 26 de abril por parte del gobierno y el reconocimiento de la naturaleza democrática de la federación.

## División y declive

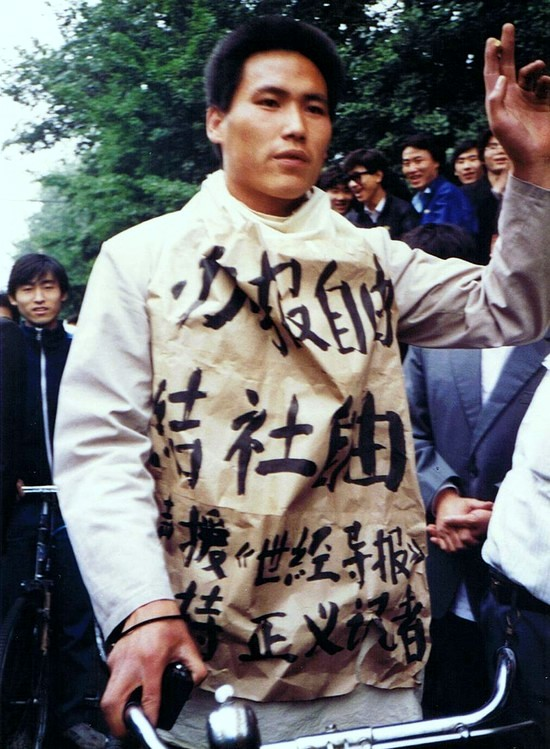
Una foto de Pu Zhiqiang, un manifestante estudiantil en Tiananmén, tomada el 10 de mayo de 1989.

El 4 de mayo, la Federación organizó con éxito una manifestación de más de 100 000 manifestantes en la Plaza de Tiananmén, marcando el 70 aniversario del Movimiento 4 de mayo de 1919. También el 4 de mayo, la Federación decidió poner fin al boicot a la asistencia a clase que había comenzado el 24 de abril. Este final repentino e inesperado del boicot, y la pérdida de impulso en las negociaciones entre estudiantes y gobiernos, resultó en una pérdida del entusiasmo estudiantil por las protestas. Como señaló el líder estudiantil Chai Ling, «el movimiento disminuyó a un punto bajo a medida que más y más estudiantes regresaban a clases». En un intento de revitalizar el movimiento, Chai Ling y otros estudiantes comenzaron una huelga de hambre en la Plaza. Aunque la Federación inicialmente se opuso a los huelguistas de hambre durante su reunión del 12 de mayo, finalmente decidió apoyar a los huelguistas individuales, pero evitó el respaldo oficial del Grupo de Huelga de Hambre. A medida que las protestas continuaron durante mayo y junio, el Grupo de Huelga de Hambre tomaría el control de los eventos en la Plaza, y desplazaría en gran medida la autoridad que anteriormente tenía la Federación Autónoma de Estudiantes de Beijing.

## Respuesta gubernamental
Hablando con el secretario general del partido, Zhao Ziyang, el 4 de mayo, el primer ministro Li Peng expresó su preocupación por las protestas en curso en la plaza. Mientras que Zhao Ziyang sostuvo que el editorial del 26 de abril había alentado a los manifestantes estudiantiles, Li Peng sostuvo que esta era una explicación demasiado simple para el crecimiento del movimiento de protesta, sugiriendo que el editorial del 26 de abril «no acusó a la gran mayoría de los estudiantes de crear confusión». Li Peng también se opuso a las demandas de negociación del manifestante estudiantil. Expresando su preocupación por la creciente prominencia de las «organizaciones estudiantiles ilegales», Li se opuso al deseo de la Federación de «negociar con el Partido y el gobierno como iguales» y vio la petición de doce puntos de los estudiantes como una «amenaza». En su conversación con Zhao, Li también afirmó que el objetivo principal de la Federación era «negar el liderazgo del PCCh y negar todo el sistema socialista».
El 13 de mayo, después de que los huelguistas de hambre anunciaran su plan, Yan Mingfu, Director del Departamento de Trabajo del Frente Unido del Partido, se reunió con varios intelectuales y manifestantes estudiantiles, incluidos Wang Dan, Chai Ling y Wuer Kaixi. En la reunión, Yan Mingfu sugirió que si los manifestantes estudiantiles detenían su huelga de hambre y en su lugar presentaban sus «demandas y sugerencias a través de los canales adecuados», podría asegurarles que «la puerta al diálogo» permanecería abierta. Sin embargo, cuando más tarde informó a Zhao Ziyang sobre la reunión, Yan Mingfu compartió su inquietud por las divisiones que observó entre los manifestantes estudiantiles: «la AFS [la Federación], la Delegación de Diálogo y los representantes de los huelguistas de hambre (…) están en desacuerdo entre ellos... No estoy seguro de que ninguno de ellos represente realmente a los huelguistas de hambre o pueda ejercer alguna influencia sobre ellos».